# Családmenedzser
A családmenedzser olyan személy, aki egy háztartás működését és a családi élet szervezését tudatosan, tervezetten, felelősségteljesen irányítja. A kifejezés a hagyományos háztartásvezetői szerepkört bővíti ki a modern időmenedzsment, pénzügyi tervezés, logisztika, érzelmi gondoskodás és döntéshozatal eszközeivel. A családmenedzser tevékenysége átfedi az otthoni adminisztrációt, a gyermeknevelési feladatokat, a napi működés (pl. főzés, bevásárlás, takarítás) koordinálását és a család hosszú távú céljainak támogatását is.

## Eredete és használata
A „családmenedzser” kifejezés a 21. században terjedt el, különösen azokban a diskurzusokban, amelyek célja a háztartásban végzett fizetetlen munka elismerése. A fogalom népszerűsítése gyakran a női láthatatlan munka láthatóvá tételéhez kapcsolódik, de nem kizárólagosan női szerep. Az angolszász nyelvterületen a „household manager” vagy „family manager” kifejezések is hasonló tartalommal bírnak.

## Főbb feladatok
A családmenedzseri tevékenység jellemző területei:
- Napi rutinok szervezése (pl. étkezések, háztartási feladatok, logisztikai feladatok)
- Pénzügyi tervezés (költségvetés, bevásárlás, spórolás)
- Időgazdálkodás (a családtagok időbeosztásának koordinálása)
- Gyermeknevelési teendők (napirend, nevelési elvek, iskolai ügyintézés)
- Családi események szervezése (születésnapok, ünnepek, nyaralások)
- Egészségügyi és ügyintézési feladatok (orvosi időpontok, hivatali ügyek)
- Érzelmi támogatás és kapcsolattartás a családtagok között

## Társadalmi jelentőség
A családmenedzsment hozzájárul a család stabilitásához, jólétéhez, és számos kutatás igazolja, hogy a kiegyensúlyozott családi működés pozitív hatással van a gyermekek fejlődésére, valamint a felnőttek mentális egészségére. Ennek ellenére a családmenedzseri munkát sokszor természetesnek tekintik, így társadalmilag és gazdaságilag alulértékelt.

## Kritika és elismerés
A szakirodalom és a feminista mozgalmak egy része kiemeli, hogy a családmenedzsment során végzett láthatatlan munka elismerése szükséges lenne társadalmi és gazdasági szinten is, például nyugdíj-jóváírás vagy támogatott szolgáltatások formájában.